# Gaetano Berardi
Gaetano Michel Berardi (Sorengo, 21 augustus 1988) is een Zwitsers voormalig voetballer die doorgaans speelde als rechtsback. Tussen 2006 en 2023 was hij actief voor Brescia, Sampdoria, Leeds United, FC Sion en Bellinzona. Berardi maakte in 2011 zijn debuut in het Zwitsers voetbalelftal.

## Clubcarrière
Berardi speelde in Zwitserland in de jeugdopleiding van FC Lugano. In 2004 verkaste de verdediger naar Brescia, waar hij na drie jaar werd doorgeschoven naar het eerste elftal. Op 3 juni 2007 debuteerde de Zwitser, toen er met 1–3 gewonnen werd op bezoek bij Pescara. Berardi mocht tijdens dit duel in de basis beginnen en de volle negentig minuten meespelen. In januari 2012 maakte de rechtsback de overstap naar Sampdoria. Daarmee promoveerde hij een half seizoen later naar de Serie A. Na twee seizoenen in die competitie te zijn uitgekomen, ging hij voor Leeds United spelen. Hij speelde zes seizoenen voor Leeds. In het seizoen 2019/20 werd de club kampioen in het Championship. Medio 2021 liet hij Leeds achter zich. Na een half seizoen zonder club, tekende hij in januari 2022 bij FC Sion. Een half seizoen later stapte hij binnen Zwitserland over naar Bellinzona. In de zomer van 2023 besloot Berardi op vierendertigjarige leeftijd een punt te zetten achter zijn actieve loopbaan.

## Clubstatistieken
| Seizoen | Club         | Competitie       | Competitie | Competitie | Beker | Beker | Internationaal | Internationaal | Totaal | Totaal |
| Seizoen | Club         | Competitie       | Wed.       | Dlp.       | Wed.  | Dlp.  | Wed.           | Dlp.           | Wed.   | Dlp.   |
| ------- | ------------ | ---------------- | ---------- | ---------- | ----- | ----- | -------------- | -------------- | ------ | ------ |
| 2006/07 | Brescia      | Serie B          | 1          | 0          | 0     | 0     | —              | —              | 1      | 0      |
| 2007/08 | Brescia      | Serie B          | 9          | 0          | 1     | 0     | —              | —              | 10     | 0      |
| 2008/09 | Brescia      | Serie B          | 26         | 0          | 2     | 0     | —              | —              | 28     | 0      |
| 2009/10 | Brescia      | Serie B          | 29         | 0          | 0     | 0     | —              | —              | 29     | 0      |
| 2010/11 | Brescia      | Serie A          | 27         | 0          | 2     | 0     | —              | —              | 29     | 0      |
| 2011/12 | Brescia      | Serie B          | 13         | 0          | 1     | 0     | —              | —              | 14     | 0      |
| 2011/12 | Sampdoria    | Serie B          | 9          | 0          | 0     | 0     | —              | —              | 9      | 0      |
| 2012/13 | Sampdoria    | Serie A          | 21         | 0          | 0     | 0     | —              | —              | 21     | 0      |
| 2013/14 | Sampdoria    | Serie A          | 5          | 0          | 0     | 0     | —              | —              | 5      | 0      |
| 2014/15 | Leeds United | Championship     | 22         | 0          | 2     | 0     | —              | —              | 24     | 0      |
| 2015/16 | Leeds United | Championship     | 28         | 0          | 1     | 0     | —              | —              | 29     | 0      |
| 2016/17 | Leeds United | Championship     | 26         | 0          | 3     | 0     | —              | —              | 29     | 0      |
| 2017/18 | Leeds United | Championship     | 31         | 0          | 2     | 1     | —              | —              | 33     | 1      |
| 2018/19 | Leeds United | Championship     | 15         | 0          | 0     | 0     | —              | —              | 15     | 0      |
| 2019/20 | Leeds United | Championship     | 22         | 0          | 3     | 1     | —              | —              | 25     | 1      |
| 2020/21 | Leeds United | Premier League   | 2          | 0          | 0     | 0     | —              | —              | 2      | 0      |
| 2021/22 | FC Sion      | Super League     | 9          | 0          | 0     | 0     | —              | —              | 9      | 0      |
| 2022/23 | Bellinzona   | Challenge League | 30         | 0          | 0     | 0     | —              | —              | 30     | 0      |
| Totaal  | Totaal       | Totaal           | 325        | 0          | 18    | 2     | 0              | 0              | 343    | 2      |

## Interlandcarrière
Berardi debuteerde op 10 augustus 2011 in het Zwitsers voetbalelftal. Op die dag werd er met 1–2 gewonnen van Liechtenstein. De verdediger moest van bondscoach Ottmar Hitzfeld op de bank beginnen en hij viel in de blessuretijd in voor Stephan Lichtsteiner. De andere debutanten dit duel waren Johnny Leoni (FC Zürich) en Timm Klose (FC Nürnberg).
| Interlands van Gaetano Berardi voor Zwitserland | Interlands van Gaetano Berardi voor Zwitserland | Interlands van Gaetano Berardi voor Zwitserland | Interlands van Gaetano Berardi voor Zwitserland | Interlands van Gaetano Berardi voor Zwitserland | Interlands van Gaetano Berardi voor Zwitserland | Interlands van Gaetano Berardi voor Zwitserland |
| №                                               | Datum                                           | Wedstrijd                                       | Uitslag                                         | Competitie                                      | Goals                                           |                                                 |
| Als speler bij Brescia                          | Als speler bij Brescia                          | Als speler bij Brescia                          | Als speler bij Brescia                          | Als speler bij Brescia                          | Als speler bij Brescia                          | Als speler bij Brescia                          |
| ----------------------------------------------- | ----------------------------------------------- | ----------------------------------------------- | ----------------------------------------------- | ----------------------------------------------- | ----------------------------------------------- | ----------------------------------------------- |
| 1                                               | 10 augustus 2011                                | Liechtenstein – Zwitserland                     | 1 – 2                                           | Vriendschappelijk                               |                                                 |                                                 |

## Erelijst
| Championship | 1 | 2019/20 |